# Mi amor sin tiempo
Mi amor sin tiempo ist eine mexikanische Telenovela, produziert von Carlos Moreno Laguillo für TelevisaUnivision, mit Karla Esquivel, Andrés Baida, Leticia Calderón, Juana Arias, Mane de la Parra und Alejandro Camacho in den Hauptrollen. Es basiert auf der Telenovela Tres mujeres von Martha Carrillo und Cristina García aus dem Jahr 1999. Die Telenovela wurde vom 15. Juli bis 1. November 2024 auf dem Fernsehsender Las Estrellas ausgestrahlt.

## Handlung
Die Handlung folgt dem Leben dreier Frauen aus derselben Familie, die sich in unterschiedlichen Lebensphasen befinden und mit einer sehr ähnlichen Liebessituation konfrontiert sind. Alle drei führen scheinbar stabile Beziehungen, doch als die wahre Liebe in ihr Leben tritt, bringt sie das dazu, sich selbst herauszufordern und Dinge zu tun, die sie sich nie hätten vorstellen können, und verstoßen sogar gegen die Normen der Gesellschaft, der sie angehören.

## Besetzung
| Schauspieler            | Rolle              |
| ----------------------- | ------------------ |
| Karla Esquivel          | Fátima             |
| Andrés Baida            | Sebastián          |
| Leticia Calderón        | Greta              |
| Juana Arias             | Bárbara            |
| Mane de la Parra        | Daniel             |
| Karyme Lozano           | Renata             |
| Alejandro Camacho       | Federico           |
| Michael Ronda           | Adrián             |
| Yolanda Ventura         | Lucía              |
| Luz María Jerez         | Ana                |
| Alma Delfina            | Jesusa             |
| Eric del Castillo       | Álvaro             |
| Federico Ayos           | Pablo              |
| Mauricio Abularach      | Mario              |
| Damiana Bej             | Triana             |
| Andrea de Fátima        | Brenda             |
| Denia Agalianu          | Carla              |
| Alejandra Abreu         | Verania            |
| Paola Toyos             | Genoveva           |
| Julia Argüelles         | Carolina           |
| Rafaella Gavira Bigorra | Macarena           |
| Claudia Zepeda          | Maricruz           |
| Raquel Morell           | Maggie             |
| Laura Luz               | Carmen             |
| María Marcela           | Sara               |
| Roberto Mateos          | José               |
| Ian Andrade             | Remigio            |
| José Elías Moreno       | Gonzalo            |
| Michel Duval            | Claudio Altamirano |
| Zoraida Gómez           | Gisela             |